# Anna Olehivna Muzicsuk
Anna Olehivna Muzicsuk (ukránul: Анна Олегівна Музичук, szlovénül: Ana Muzičuk, a nemzetközi szakirodalomban Anna Muzychuk) (Lviv, 1990. február 28. –) ukrán női sakkozó, nemzetközi nagymester, kétszeres villámsakk világbajnok (2014, 2016) és rapidsakk világbajnok (2016), világbajnoki döntős (2017), Ukrajna kétszeres női bajnoka, többszörös ifjúsági és junior sakkvilágbajnok, sakkolimpikon. 2004 és 2014 között Szlovénia színeiben versenyzett.
2012. júliusban az Élő-pontszáma 2606 volt, ezzel a sakk történetében Polgár Judit, Kónéru Hanpi, Hou Ji-fan és Csü Ven-csün mellett egyike annak az öt női sakkozónak, akik az Élő-pontszámukkal 2017-ig átlépték a 2600-as határt.
Testvére Marija Muzicsuk szintén sakknagymester, 2015−2016-ban női sakkvilágbajnok volt.

## Sakkpályafutása
A szüleitől már kétéves korában megtanult sakkozni. Első versenyén ötéves korában vett részt, és már ugyanebben az évben második helyen végzett a lvovi terület U10 korosztályos bajnokságán. 2003-ban, 13 évesen, megnyerte Ukrajna felnőtt női bajnokságát.

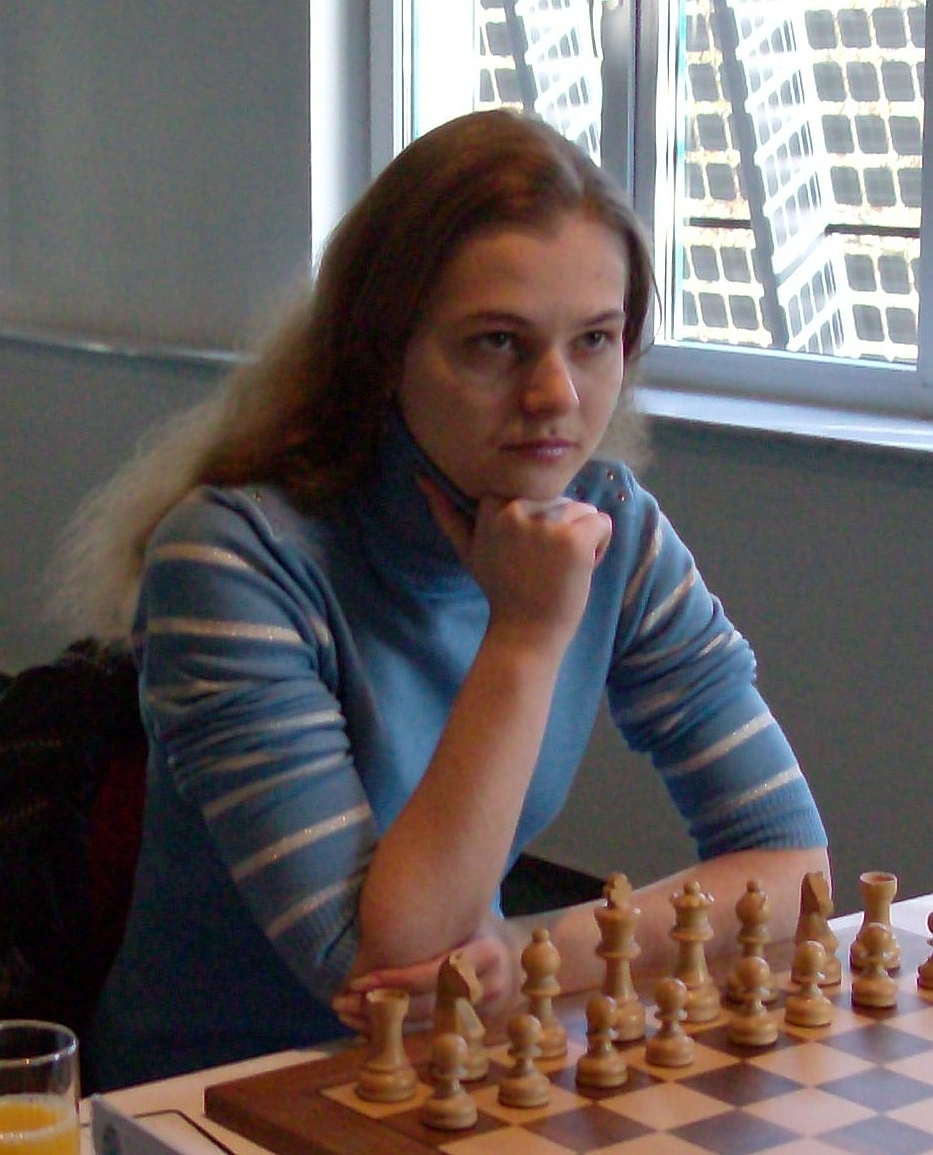
Anna Muzicsuk junior sakkvilágbajnok

1997 és 2008 között rendszeresen részt vett a korosztályos világ- és Európa-bajnokságokon. 1997-ben, hétéves korában második lett az U10 korosztályos Európa-bajnokságon, amelyet 1998-ban már megnyert, 1999-ben holtversenyben végzett az 1−2. helyen és második lett, 2000-ben is holtversenyes 1. helyet ért el, de ekkor a holtversenyt eldöntő számítás már neki kedvezett és aranyérmet szerzett. Ugyanebben az évben az U10 korosztályos világbajnokságon a 3. helyen végzett. Ugyancsak 2000-ben, 10 évesen, már a felnőtt női Sakk-Európa-bajnokságon indulhatott, ahol 50%-os eredményt ért el.
2001-ben holtversenyben az 1−2. helyen végezve ezüstérmet szerzett az U12-es sakk-Európa-bajnokságon, és az 5. helyen végzett az U12 korosztályos világbajnokságon. 2002-ben a felnőtt női Európa-bajnokságon ismét 50%-os teljesítményt ért el. Ugyanebben az évben az U12 korosztályos Európa-bajnokságon holtversenyes 1−2. helyezésével aranyérmet szerzett, az U12 világbajnokságon ezüstérmes lett. 2003-ban és 2004-ben is megnyerte az U14 korosztály Európa-bajnokságát. Ez utóbbi évben a világbajnokságon holtversenyben az 1−2. helyen végezve ezüstérmet szerzett.
2004-ben a Slovén Sakkszövetség szerződést ajánlott neki, amely alapján 10 éven keresztül támogatta őt, ezért 2014-ig Szlovénia színeiben versenyzett. 2006-ban megnyerte az U16 korosztályos sakkvilágbajnokságot, és 16 évesen a holtversenyes 3. helyen végzett a felnőtt női Európa-bajnokságon.

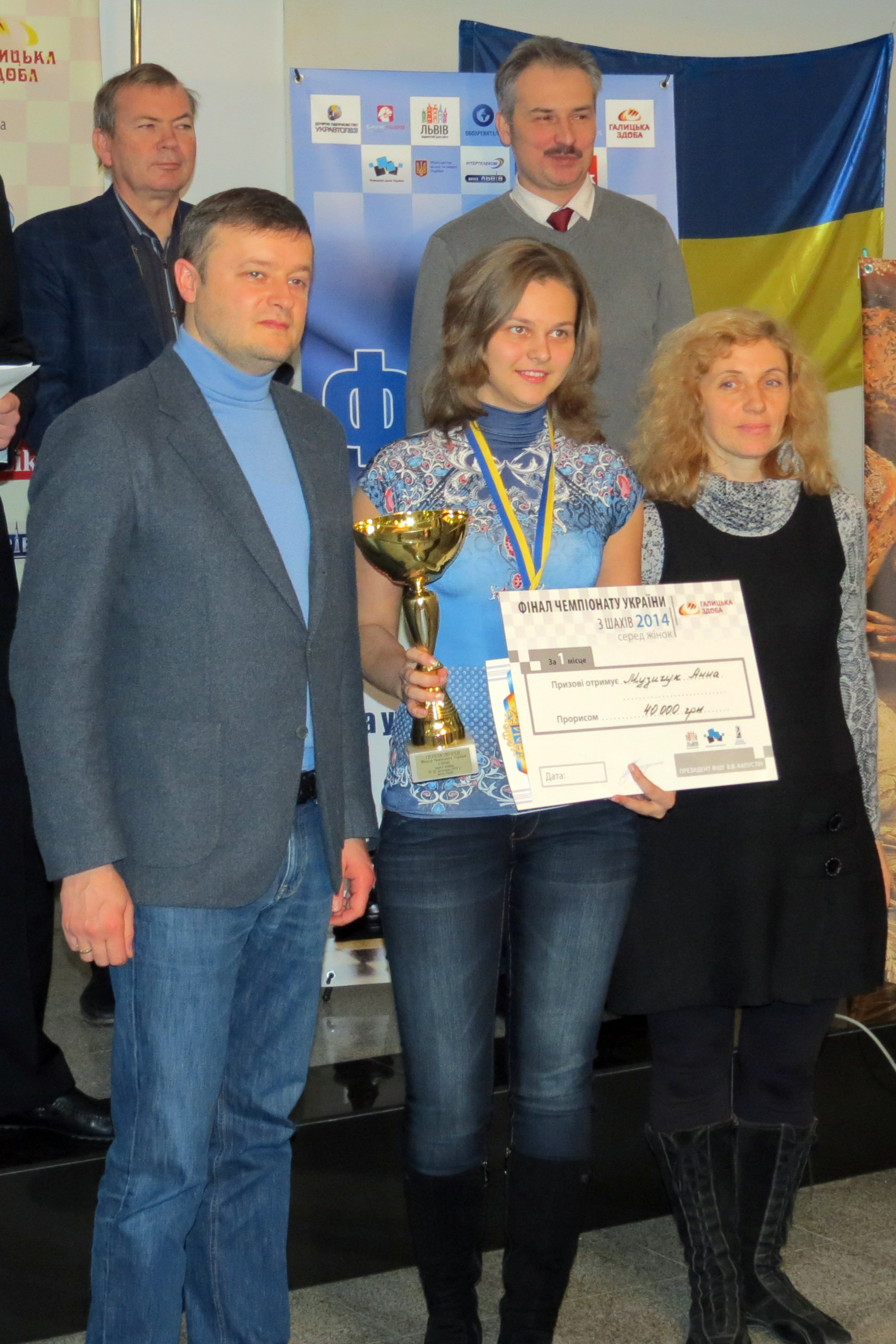
Ukrajna 2014. évi női bajnoka

2007-ben megnyerte a női villámsakk Európa-bajnokságot, és holtversenyben az 1−3. (végeredményben 2.) helyen végzett a rapidsakk Európa-bajnokságon Viktorija Čmilytė mögött.
2010-ben U20 junior sakkvilágbajnoki címet szerzett.
2012-ben holtversenyben az 1−3. helyen végzett a felnőtt női Európa-bajnokságon, ahol bronzérmet szerzett.
2014-ben visszatért Ukrajnába, és abban az évben rögtön megnyerte Ukrajna női bajnokságát, amelyet legutóbb a szlovén színekbe átigazolása előtt, 13 évesen 2003-ban nyert meg.
Eredményei a világbajnokságokon
Először a 2008-as női sakkvilágbajnokságon való indulásra szerzett jogot, amelyen a 2. körig jutott, ahol az indiai Drónavalli Hárika ütötte el a továbbjutástól. A 2010-es női sakkvilágbajnokságon a 3. körig jutott, ahol a kínai Csü Ven-csüntől szenvedett vereséget.
A 2012-es női sakkvilágbajnokságon a 2. körben a később világbajnoki címet szerző Anna Usenyina ütötte el a továbbjutástól. A 2013-as világbajnoki ciklusban a 2011-12-es Grand Prix versenysorozaton 2011. augusztusban Rosztovban harmadik, szeptemberben Sencsenben második, 2012. júniusban Kazánban holtversenyben 1−2., szeptemberben Ankarában a 2. helyen végzett, összesítésben Hou Ji-fan és Kónéru Hanpi mögött harmadik lett.
A 2015-ös női sakkvilágbajnokságon a negyeddöntőig jutott, ahol a svéd Pia Cramling ütötte el a továbbjutástól. Ezen a versenyen testvére, Marija Muzicsuk szerezte meg a világbajnoki címet. A 2016-os sakkvilágbajnoki ciklusban a 2013-14-es Grand Prix versenysorozaton 2013. májusban Genfben második, júniusban Dilijanban szintén második, 2014. áprilisban Hanti-Manszijszkban 4−5., júniusban Loptában a 7. helyen végzett, összesítésben a 4. helyet szerezte meg.
A 2017-es női sakkvilágbajnokságon a negyeddöntőben az exvilágbajnok bolgár Antoaneta Sztefanova, majd az elődöntőben a szintén exvilágbajnok Alekszndra Kosztyenyuk legyőzésével a döntőbe jutott, ott azonban a rájátszásban vereséget szenvedett a világbajnoki címet ezzel megszerző kínai Tan Csung-jitől.
A 2019-es női sakkvilágbajnokság versenysorozatában először került sor világbajnokjelöltek versenyére, amelyen a második helyen végzett.

## Egyéb kiemelkedő versenyeredményei
2006-ban holtversenyben az 1−2. helyen végezve ezüstérmet szerzett a magyar nemzetközi női sakkbajnokságon, ahol Gara Anita elleni játszmájáért a legszebb játszmáért járó különdíjat is megkapta. 2008-ban az első helyen végzett a Moscow Open női versenyén, valamint a Scandinavian Ladies Open versenyen Stockholmban. 2010-ben megnyerte a Maia Csiburdanidze-kupát.
2016-ban Dohában megnyerte a rapidsakk és a villámsakk világbajnokságot is.

## Eredményei csapatban

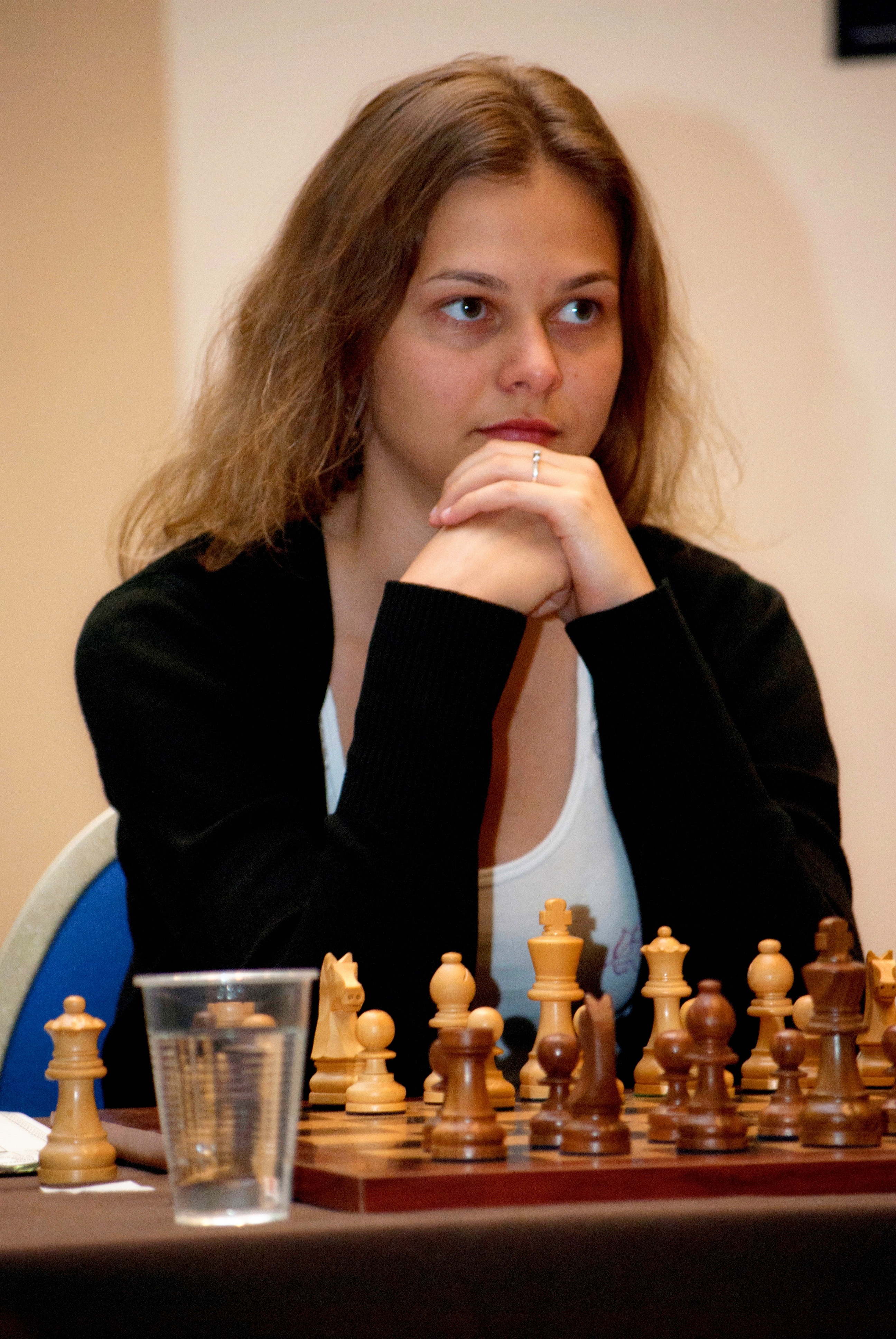
Anna Muzicsuk (2011)

2004−2012 között öt alkalommal szerepelt Szlovénia női sakkválogatottjának első tábláján, amely idő alatt 55 játszmából 23 győzelmet szerzett, 24 döntetlent ért el és 8 alkalommal szenvedett vereséget. A 2014-es és a 2016-os olimpián Ukrajna válogatottjának első tábláján járult hozzá a csapat bronzérméhez, valamint a 2018-as olimpián az ezüstéremhez. Emellett a 2016-os olimpián egyéni teljesítményével aranyérmet ért el az első táblán.
2005−2011 között négy alkalommal szerepelt Szlovénia válogatottjában az első táblán a nemzeti válogatott sakkcsapatok Európa-bajnokságán, ahol 2011-ben 94,4%-os egyéni eredménye (8 győzelem, 1 döntetlen) alapján aranyérmes lett. 2015-ben Ukrajna csapatával ezüstérmet szerzett.
A 2005-ös női Mitropa Kupán Szlovénia csapatával és egyéni teljesítménye alapján is aranyérmet szerzett.
A Bajnokcsapatok Európa Kupájában az orosz AVS Krasnoturinsk csapatával 2006-ban bronzérmes, egyéni teljesítményével ezüstérmes; 2007-ben csapatban ezüstérmes. 2008-ban a montenegrói SK T-Com Podgorica csapatával bronzérmes, egyéni teljesítményével ezüstérmes. 2010−2014 között a CE de Monte Carlo csapatával három arany- és egy ezüstérmet szerzett, egyéni teljesítményéért  három arany- egy ezüst és egy bronzérmet kapott.
Játszott a lengyel KSZ Polonia Warsaw csapatában, amellyel 2012-ben lengyel bajnokságot, és igyanebben az évben a kínai bajnokságban a Shanghai city csapatával kínai bajnokságot nyert.